# Rovte, Radovljica
Rovte so naselje v Občini Radovljica.